# Europeiska unionens ekonomi
Europeiska unionens ekonomi utgör med sin bruttonationalprodukt (BNP) på 13 797 miljarder euro en av världens största ekonomier. Mellan medlemsstaterna har handelshinder, såsom tullavgifter och kapitalrestriktioner, gradvis avskaffats med syfte att tillåta fri rörlighet för varor, tjänster, personer och kapital. En gemensam valuta – euron – har införts för att ytterligare fördjupa den ekonomiska och politiska integrationen inom euroområdet.
Levnadsstandarden i unionen är mycket hög. HDI uppgår till 0,887, varav alla medlemsstater har ett HDI på över 0,800, vilket svarar mot att de är mycket högt utvecklade stater. Inkomstfördelningen i unionen är också relativt jämn; unionen i sin helhet har en ginikoefficient på 30,8. Dock finns det stora variationer mellan medlemsstaterna, framför allt mellan Väst- och Östeuropa.
Finanskrisen 2007–2008 slog hårt mot unionens ekonomi och gav upphov till en skuldkris under de efterföljande åren. Mellan 2010 och 2013 beviljade euroområdets medlemsstater nödlån till Grekland, Irland, Portugal, Spanien och Cypern, då dessa medlemsstater inte längre klarade av att låna från marknaden till rimliga räntor eller för att stabilisera deras banksystem. Det långsiktiga ekonomiska problemet för unionen är dock den åldrande befolkningen.

## Inre marknaden och de fyra friheterna
|  | Europeiska unionen |

|  | Länder som omfattas av EES-avtalet |

EU skapades ursprungligen som en ekonomisk union. Den äldsta och största fördragsbundna organisationen, Europeiska gemenskapen, bildades som Europeiska ekonomiska gemenskapen. Skapandet och upprätthållandet av EU:s inre marknad har varit gemenskapens främsta uppgift sedan den upprättades år 1993. Syftet med den inre marknaden är att garantera de fyra friheterna, det vill säga fri rörlighet för varor, tjänster, kapital och människor. Genom Europeiska ekonomiska samarbetsområdet inkluderas även Island, Liechtenstein och Norge i den inre marknaden.
Den fria rörligheten för varor möjliggör för producenter att sälja sina varor inom hela EU, oavsett var man tillverkar dem. Likaså kan konsumenter fritt köpa varor från hela unionen. Undantag från den fria rörligheten för varor kan göras med hänsyn till exempelvis folkhälsan. Hälften av all handel inom EU omfattas av EU:s harmoniserade lagstiftning. Tjänster står för ungefär 75 procent av BNP, även om den fria rörligheten för tjänster inte är lika utvecklad som för de övriga tre friheterna. Den fria rörligheten för kapital är tänkt att tillåta investeringar i egendom och företag mellan länderna, men precis som med rörligheten för tjänster så varierar fortfarande de nationella lagarna i vissa fall.
Den fria rörligheten för människor innebär att medborgare kan flytta fritt mellan medlemsstaterna för att leva, arbeta eller studera i ett annat land. Detta kräver bland annat att medlemsstaterna erkänner varandras yrkeskvalifikationer.

## Ekonomiska och monetära unionen
Ekonomiska och monetära unionen är EU:s finans- och valutapolitiska samarbete. Samarbetet består av tre etapper. Den första etappen (1990–1994) syftade till att ta bort regler som motverkade fri rörlighet för kapital. Unionens medlemsstater började också att konvergera sina ekonomier. Under den andra etappen (1994–1998) bildades Ekonomiska monetära institutet (EMI), vars syfte var att utöka samarbetet mellan de nationella centralbankerna samt förbereda den gemensamma penningpolitiken. De nationella lagstiftningarna anpassades och varje medlemsstats centralbank var tvungen att vara oberoende från politisk inverkan. Övervakningen av medlemsländernas ekonomiska politik stärktes för att säkerställa sunda offentliga finanser.
Den tredje etappen av EMU (1999–) innebar införandet av euron. Europeiska centralbanken tog över ansvaret över den monetära politiken från de nationella centralbankerna och EMI. Från början deltog elva av EU:s 15 medlemsstater men 2001 kvalificerade sig även Grekland.

### Stabilitets- och tillväxtpakten
Den tredje etappen innebar också att stabilitets- och tillväxtpakten bildades. Pakten antogs redan 1997 i Amsterdam och syftar till att upprätthålla en god balans i euroområdets ekonomi. Medlemsstaterna tillåts ha ett årligt budgetunderskott på maximalt 3 procent av BNP (detta inkluderar även underskott på kommunal och regional nivå) och deras statsskulder får inte överstiga 60 procent av BNP. Dessa två krav ställs även på de  medlemsstater som inte har euron som valuta.
Flera av euroländerna har dock upprepande gånger brutit mot stabilitets- och tillväxtpakten. För stora statsskulder har präglat flera av medlemsstaterna och både Italien och Portugal har haft för stora budgetunderskott. Ironiskt nog har stora länder som Tyskland och Frankrike sluppit sanktioner som följd av att staterna har brutit mot pakten, trots att det var dessa länder som förespråkade pakten ursprungligen.

### Eurosamarbetet

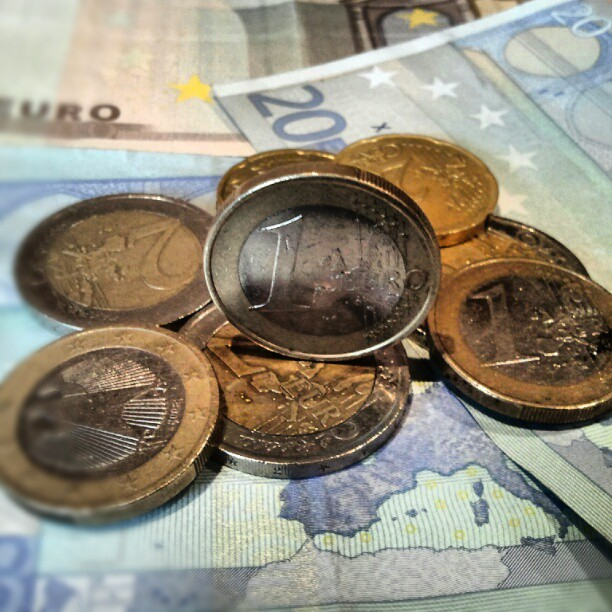
Den gemensamma valutan euron.

Med den tredje etappen inrättades den gemensamma valutan den 1 januari 1999. Euron togs dock i bruk som fysisk valuta först 1 januari 2002. Alla EU:s dåvarande medlemsstater utom Danmark, Storbritannien och Sverige bytte sina nationella sedlar och mynt till euro. Dessutom använder flera av de europeiska mikrostaterna sig av euron. De nya medlemsstaterna är förpliktade att införa euron. Hittills har Cypern, Estland, Lettland, Litauen, Malta, Slovakien och Slovenien infört euron.
Eurons påverkan på EU:s ekonomi har analyserats ingående. Bland annat har man kommit fram till att handeln har ökat i högre grad mellan euroländerna än mellan andra EU-länder.

## Ekonomiska skillnader
Sedan EU:s östutvidgningar 2004, 2007 och 2013 finns det en tydlig ekonomisk skillnad mellan å ena sidan Västeuropa och å andra sidan Östeuropa. Denna skillnad märks även mätt med andra mått än BNP. Ett exempel är FN:s HDI-index, som mäter levnadsstandarden i ett land. Indexet tar hänsyn till faktorer som läskunnighet och beräknad livslängd. Alla EU:s medlemsstater ligger förvisso bra till, men de nya medlemsstaterna har ett lägre snitt än medlemsländerna i Västeuropa.
Stabilitets- och tillväxtpakten fastslår unionens ekonomiska policy. Den omfattar samtliga medlemsstater, med särskilda regler som gäller just euroområdets medlemsstater. Varje stats budgetunderskott får maximalt vara 3 % av BNP och den totala statsskulden får inte överskrida 60 % av BNP. Emellertid har många av de större medlemsstaterna konsekvent brutit mot regeln om maximala budgetunderskott, och euroområdet som helhet har en statsskuld på långt över 60 %.
Bortsett från Grekland, Italien, Portugal och Spanien är alla länder med lägre genomsnittlig BNI per capita än EU-genomsnittet medlemsländer som anslöt sig under 2004 eller 2007. På motsvarande sett är alla länder med högre genomsnittlig BNI per capita medlemsländer som var EU-medlemmar redan innan 2000-talet. 

### Levnadsstandard
Levnadsstandarden inom Europeiska unionen är mycket hög, både mätt i bruttonationalprodukt (BNP) och med andra mått. Exempelvis hade alla medlemsstater ett Human Development Index (HDI) under 2018 som motsvarade att de är mycket högt utvecklade stater. Förutom ekonomiskt välstånd tar HDI hänsyn till icke-ekonomiska aspekter, såsom inkomstfördelning, läskunnighet och förväntad livslängd.
|                                       | HDI per medlemsstat \| \| Mycket högt utvecklad \| UNDP, 2019 |
| * Medlemsstater utan euron som valuta |                                                               |
|                                       | Mycket högt utvecklad                                         |

### Offentliga finanser
|  | > 60 procent |

|  | ≤ 60 procent |

### Arbetslöshet
Arbetslösheten inom Europeiska unionen uppgick till 6,5 procent i februari 2020, att jämföra med 6,9 procent i februari 2019. Arbetslösheten inom euroområdet var 7,3 procent i februari 2020, att jämföra med 7,8 procent i februari 2019. Sedan eurokrisen, då arbetslösheten ökade inom unionen, har den fallit stadigt.
|  | Över genomsnittet inom unionen |

|  | Under genomsnittet inom unionen |

### Arbetsmarknadsrelationer
Det existerar mycket stora variationer mellan de olika EU-ländernas arbetsmarknadsmodeller, alltifrån den partsreglerade svenska modellen till den statsreglerade franska modellen. I vissa länder förekommer allmängiltigförklarade kollektivavtal och lagfästa minimilöner (Frankrike har båda), i andra länder den ena eller andra av dessa institutioner (exempelvis Finland har enbart allmängiltigförklaring) och i andra länder ingen av dem (Danmark och Sverige). Den fackliga organisationsgraden varierar från omkring 5 procent (Estland) till omkring 70 procent (Sverige). Likaså är skillnaderna mellan olika medlemsstaters fackliga modeller och förhandlingssystem betydande. Detsamma gäller andelen anställda som omfattas av kollektivavtal.

### Regionala skillnader
Att jämföra de rikaste områdena inom EU är en svår uppgift. Detta beror på att NUTS 1- och 2-regioner inte är homogena eftersom vissa av dessa regioner är mycket stora, så som NUTS-1 Hessen (21 100 km²) eller NUTS-1 Île-de-France (12 011 km²), medan andra NUTS-regioner är mycket mindre, som exempel NUTS-1 Hamburg (755 km²). Ett extremt exempel är Finland, som av historiska anledningar är indelat i fastlandet Finland med 5,5 miljoner invånare och Åland, en ögrupp med en befolkning på 28 900 människor.
För att kunna lättare jämföra olika regioner inom EU har man därför upprättat NUTS, som står för Nomenklatur för territoriella enheter för statistik. Informationen som samlas in används sedan som grund för EU:s regionalpolitik. Totalt finns det fyra olika nivåer av NUTS. NUTS-0 omfattar respektive medlemsstat, medan NUTS-1,-2 och -3 omfattar större regioner (landsdelar), medelstora regioner (landskap) respektive små regioner (storstäder).
De rikaste regionerna är Luxemburg, Bryssel, Hamburg och Groningen medan de fattigaste regionerna finns i Bulgarien, Rumänien och Ungern samt ön Mayotte som tillhör Frankrike.

## Energiresurser
Europeiska unionen har stora kol-, olje- och naturgasreserver. Det finns sex oljeproducerande länder inom unionen, i huvudsak kring Nordsjöns oljefält. Av medlemsstaterna producerar Danmark, Italien, Nederländerna, Rumänien och Tyskland olja. Sett som en enhet är EU den 19:e största oljeproducenten i världen, med en produktion på 1 241 370 (2013) fat per dag. Emellertid är unionen också världens andra största oljekonsument. Totalt konsumerar unionen 12 790 000 (2013) fat per dag, vilket alltså är betydligt mer än vad man producerar.
Förutom fossila bränslen använder sig vissa medlemsstater även av förnyelsebara energikällor, så som vattenkraft, vindkraft och solkraft. Dessutom använder 14 av medlemsstaterna kärnkraft.
Alla EU-medlemsstater har ratificerat Kyotoprotokollet och unionen är en av protokollets största förespråkare. Europeiska kommissionen publicerade det första omfattande förslaget för en gemensamma energipolitik den 10 januari 2007.

## Sektorer
Av unionens bruttonationalprodukt (BNP) utgörs 74,7 procent av tjänstesektorn, 23,8 procent av tillverkningsindustrin och 1,5 procent av jordbrukssektorn. Tjänstesektorn har med tiden blivit alltmer dominerande, samtidigt som tillverkningsindustrins och jordbrukssektorns andelar har minskat.

### Jordbruk
Jordbrukssektorn stöds av subventioner från Europeiska unionen genom den gemensamma jordbrukspolitiken. Jordbrukspolitiken står i dagsläget för strax under 40 procent av EU:s totala budgetutgifter. Den garanterar ett minimipris för bönder i EU. Detta kritiseras för att vara en form av protektionism, hindra handel och skada utvecklingsländer. Frankrike, som är unionens näst största ekonomi och en av jordbrukspolitikens största vinnare, är en av de starkaste förespråkarna för den gemensamma jordbrukspolitiken.

### Turism
Europeiska unionen är en stor turistdestination, som lockar många besökare både utanför och innanför unionen att resa. Den interna turismen gynnas ytterligare av att medborgarna i vissa EU-länder kan dra nytta av Schengensamarbetet och euron när de reser runt i Europa. Alla unionsmedborgare har rätt att åka till vilken annan medlemsstat som helst utan krav på visum. Om man räknar varje medlemsstat som en egen enhet är Frankrike världens mest besökta turistmål för internationella besökare, följt av Spanien och Italien som andra respektive femte mest besökta turistmål globalt sett. Om unionen däremot ses som en enda enhet är antalet internationella besökare färre, eftersom många av besökarna till EU-länderna kommer från andra EU-länder.